# スヴェトリャク型哨戒艇
スヴェトリャク型哨戒艇（NATO名"Svetlyak"）は、ロシアで設計・建造された哨戒艦艇である。ロシアでの正式名称は、10410号計画型哨戒艇（ロシア語: Сторожевые корабли проекта 10410）である。

## 概要
スヴェトリャク型の巡視船は、海上国境の侵害を防ぐための巡視任務から、敵の表面や空中攻撃から友好的な船舶や施設を守ることなどの任務を遂行するために設計・製造された船舶である。

## 設計
- ロシア海軍および海上国境警備隊が運営する巡視船 - 32隻が就航中+ 2隻。
- 8隻のSS-N-25対艦ミサイルで武装した輸出用ミサイル艇。
- スロベニアとベトナムへの輸出用のガンボートバージョン巡視船。鋼鉄外皮およびアルミニウム上部構造により組み立てられる。ボートはNBCによる船体の保護を受けており、攻撃、浸水に見舞われても2つの区画により、生き残ることができる。巡視船タイプのエンジンルームは追加で、防振材によるコーティングを施されている。

## 使用国・部隊
ロシア
ロシア海軍 ロシア国境警備軍
スロベニア
スロベニア海軍
ベトナム
ベトナム人民海軍

### NotesEdit
1. ^ Wertheim, Eric. The Naval Institute Guide to Combat Fleets of the World, 15 edition. Naval Institute Press. p. 675. ISBN 978-1-59114-955-2.

### BibliographyEdit
Gardiner, Robert (ed.). Conway's all the World's Fighting Ships 1947–1995. London: Conway Maritime. ISBN 0-85177-605-1. OCLC 34284130.Also published as Gardiner, Robert; Chumbley, Stephen; Budzbon, Przemysław. Conway's all the World's Fighting Ships 1947–1995. Annapolis, MD: Naval Institute Press.
Annapolis, MD: Naval Institute Press. ISBN 1-55750-132-7. OCLC 34267261.